# Sándor Mária (operaénekes)
Lókodi Sándor Mária (Kolozsvár, 1892. június 14. – Budapest, 1964. október 9.) énekesnő (mezzoszoprán), Sándor Erzsi húga.

## Életútja
Sándor János és Sebesi Rozália leánya. Farkas Ödönnél kezdte énektanulmányait. Első fellépte otthon a Lalla Roukh című operában volt, mindjárt 1912 elején a Népopera tagja lett, mint Serpolette (Cornevillei harangok) kellemesen feltűnt. 1915 decembertől a Magyar Királyi Operaház tagja volt 1933-ig. 1921. október 30-án Budapesten, a Terézvárosban Környey Bélának, a kitűnő hőstenornak a neje lett, akivel Amerikában is fellépett és ott is gyarapította nagy műsorát. Rendszeresen szerepelt a Rádióban, a Városi Színházban, illetve hazai és külföldi hangversenyeken. A Farkasréti temetőben helyezték örök nyugalomra.

## Fontosabb szerepei
- Carmen (Bizet)
- Fanchette (Figaró házassága)
- Finum Rózsi (A falu rossza)
- Jancsi (Jancsi és Juliska)
- Márta (D’Albert: A hegyek alján)
- Myrtale (Thais)
- Nedda (Leoncavallo: Bajazzók)
- Orlofsky (Denevér)
- Rosa (Lakmé)
- Rossweise (Walkür)
- Szaffi (ifj. J. Strauss: A cigánybáró)